# 京都市立富有小学校
京都市立富有小学校（きょうとしりつ ふゆうしょうがっこう）は京都市中京区にあった公立小学校。
明治2年（1869年）に京都で設立された64の番組小学校の一つとして開校し、平成5年（1993年）に京都市立竹間小学校との統合により京都市立竹間富有小学校となり、閉校した。

## 沿革
- 1869年（明治2年）- 上京第二十二番組小学校として二条富小路上る鍛冶屋町 に開校[1]。（開校日：明治2年10月16日（旧暦）[2]。）
- 1875年（明治8年）4月 - 校名を富有に改称[3]。
- 1891年（明治24年）11月 - 柳馬場通夷川上る五丁目[注釈 1]に移転[3]。
- 1888年（明治20年）7月 - 富有尋常小学校に改称[2]。
- 1901年（明治34年） - 高等科を設置し、富有尋常高等小学校となる（高等科は1908年（明治41年）廃止）[2]。
- 1941年（昭和16年）4月 - 国民学校令により、富有国民学校に改称[5]。
- 1947年（昭和22年）- 学制改革により京都市立富有小学校となる[4]。
- 1993年（平成5年）- 閉校。元竹間小学校地に設置された京都市立竹間富有小学校と統合される[6]。
- 1995年（平成7年）- 京都市立御所南小学校が元富有小学校地に設置される[7]。

## 校名の由来
改称時の校地（二条富小路上る）が富小路殿跡であったことから富の字を採り命名。また、中国の詩人蘇軾の句「天公は真に富有なり」にもちなむとされる。

## 通学区域
富有小学校の通学区域は、元学区の富有学区に加え、昭和23年（1948年）に銅駝小学校が新制中学校の銅駝中学校に、柳池小学校が新制中学校の柳池中学校となったため、以来柳池学区および銅駝学区の一部を含むこととなった。

## 富有学区
富有学区（ふゆうがっく）は、京都市の学区（元学区）のひとつ。京都市中京区に位置する。明治初期に成立した地域区分である「番組」に起源を持ち、学区名の由来ともなるかつての元富有小学校の通学区域と合致し、今でも地域自治の単位となる地域区分である。

### 富有学区の沿革
明治2年（1869年）の第二次町組改正により成立した上京第22番組に由来し、同年には、区域内に上京第22番組小学校が創立した。
上京第22番組は、明治5年（1872年）には上京第25区、明治12年（1879年）には区が組となり上京第25組となった。設置された上京第22番組小学校は、その後明治8年に校名を富有に改称した。
上京第25組は、学区制度により明治25年（1892年）には上京第20学区となった。
昭和4年（1929年）に、学区名が小学校名により改称され、上京区・下京区から、左京区・中京区・東山区が分区されると、上京第20学区から富有学区となり、中京区に属した。昭和17年（1942年）に京都市における学区制度は廃止されるが、現在も地域の名称、地域自治の単位として用いられている。

#### 富有学区の通学区域
富有学区の小学校の通学区域は、現在学区全域が京都市立御所南小学校となっている。

### 人口・世帯数
京都市内では、概ね元学区を単位として国勢統計区が設定されており、富有学区の区域に設定されている国勢統計区（中京区第17国勢統計区）における令和2年（2020年）10月の人口・世帯数は2,491人、1,196世帯である。

### 地理
中京区の北東部に位置する学区であり、西側は竹間学区、南側は初音学区と柳池学区、東側は銅駝学区、北側は上京区の京都御苑（滋野学区）と春日学区に接する。区域は、概ね北は丸太町通、南は二条通、東は寺町通、西は堺町通であり、面積は0.168平方キロメートルである。

### 富有学区内の通り

#### 東西の通り
- 丸太町通
- 竹屋町通
- 夷川通
- 二条通

#### 南北の通り
- 寺町通
- 御幸町通
- 麩屋町通
- 富小路通
- 柳馬場通
- 堺町通

### 富有学区の町名
公称町名は以下の30町。また、『中京暮らしの文化・歴史絵巻』 (2020) によれば、通称町名（いわゆる町内会）は22町である。
- 下御霊前町
- 久遠院前町
- 要法寺前町
- 毘沙門町
- 松本町
- 達磨町
- 舟屋町
- 笹屋町
- 布袋屋町
- 桝屋町
- 大炊町
- 鍛冶屋町
- 四丁目
- 五丁目
- 六丁目
- 橘町
- 絹屋町
- 亀屋町
- 石屋町
- 昆布屋町
- 鍵屋町
- 甘露町
- 魚屋町
- 和久屋町
- 丸屋町
- 木屋町
- 俵屋町
- 百足屋町
- 桑原町
- 菊屋町

## 周辺

### 富有学区内の施設
- 下御霊神社
- 京都地方裁判所
- 京都簡易裁判所
- 京都市立御所南小学校
  - 富有小学校の時からのイチョウの木が「京都市の巨樹銘木」に指定され、学区のシンボルになっている[12][11]。
- 富小路殿公園